# JQuery
jQuery – lekka biblioteka programistyczna dla języka JavaScript, ułatwiająca korzystanie z JavaScriptu (w tym manipulację drzewem DOM). Kosztem niewielkiego spadku wydajności w stosunku do profesjonalnie napisanego kodu w niewspomaganym JavaScripcie pozwala osiągnąć interesujące efekty animacji, dodać dynamiczne zmiany strony, wykonać zapytania AJAX. Większość wtyczek i skryptów opartych na jQuery działa na stronach, nie wymagając zmian w kodzie HTML (np. zamienia klasyczne galerie złożone z miniatur linkujących do obrazków w dynamiczną galerię).

## Funkcjonalność
jQuery pozwala w wygodny i zrozumiały sposób korzystać z następujących funkcjonalności:
- selektory – umożliwiają wybranie dowolnego podzbioru węzłów modelu DOM
- atrybuty – jQuery pozwala przetwarzać atrybuty węzłów dokumentu
- manipulowanie modelem DOM
- zmiana i przypisywanie stylu do elementów
- rozbudowana obsługa zdarzeń, możliwość definiowania własnych
- efekty – animacje
- AJAX – prosty interfejs realizujący asynchroniczne zapytania

## Podstawowe cechy
- Niezależność od przeglądarki – eliminuje konieczność dostosowywania kodu do różnych przeglądarek WWW
  - pełna funkcjonalność w: IE 9.0+ (wersja 2.0 usunęła obsługę IE 6,7,8[2]), Firefox 2+, Safari 3.0+, Opera 9.0+, Chrome, Android 4.0+, Safari dla iOS 7+[3]
- Obsługa selektorów zgodna z CSS3
- Małe rozmiary – produkcyjna wersja to tylko ok. 30kB (dla skompresowanej wersji 3.4.1)
- Wygoda tworzenia wtyczek

## Użycie
Z biblioteki jQuery można korzystać na dwa sposoby:
- Użyć funkcji $ lub jQuery ($ jest standardowym aliasem obiektu jQuery). Funkcja ta i inne metody zwracają obiekt jQuery, co oznacza, że można łatwo łączyć je w łańcuch wywołań.
- Używać $. lub jQuery. jako swoistego prefiksu. Czyli korzystać z metod narzędziowych nie operujących na obiekcie jQuery jako takim.

Typowe wykorzystanie biblioteki jQuery polega na przekazaniu selektora CSS funkcji $, której wynikiem jest tablica referencji do obiektów dopasowanych elementów (tablica może być pusta). Następnie na tej tablicy wykonuje się dodatkowe operacje poprzez metody obiektu jQuery. Na przykład skrypt:
```
jQuery
(
"div.test"
).
append
(
jQuery
(
'<p class="quote"/>'
).
addClass
(
'blue'
).
slideDown
(
'slow'
));

```

pobierze tagi DIV z klasą test, doda pusty paragraf o klasie quote, doda klasę o nazwie blue i utworzy animację.
Metody z prefiksem $. lub jQuery. są metodami samodzielnymi lub działają globalnie. Poniższy przykład wykorzysta funkcję mapującą o nazwie each:
```
jQuery
.
each
([
1
,
2
,
3
],
 
function
(
klucz
,
 
wartosc
)
 
{

  
document
.
write
(
klucz
 
+
 
"="
 
+
 
wartosc
 
+
 
"<br/>"
);

});

```

Przykład powyżej wydrukuje na ekranie:
0=1
1=2
2=3
jQuery oferuje również niezależny od przeglądarki interfejs do synchronicznych oraz asynchronicznych żądań HTTP (AJAX). Standaryzuje on różne implementacje obiektu XMLHttpRequest. Zapytania obsługuje się poprzez metodę globalną jQuery.post lub jQuery.get. Metody te różnią się od siebie tym, że jQuery.post wysyła dane za pomocą POST, a jQuery.get wysyła dane za pomocą GET.
```
jQuery
.
post
(
"skrypt.php"
,
 
{
"klucz"
:
 
"wartość"
,
 
"a"
:
 
13
},
 
function
(
json
)
 
{

    
alert
(
"Dane otrzymane: "
 
+
 
json
.
klucz
 
+
 
", "
 
+
 
json
.
a
);

},
 
"json"
);

```

W powyższym przykładzie skrypt wyśle żądanie do pliku skrypt.php, przekazując mu parametry klucz i a (w żądaniu typu POST). Po pomyślnym przesłaniu danych wywołana zostanie funkcja przypisana do opcji trzeciej, która w tym wypadku wyświetli komunikat z odpowiedzią zwróconą przez skrypt.

## Historia wydań
| Data wydania     | Numer wersji | Uwagi                                                                                 |
| ---------------- | ------------ | ------------------------------------------------------------------------------------- |
| 26 sierpnia 2006 | 1.0          | pierwsze wydanie stabilne                                                             |
| 14 stycznia 2007 | 1.1          |                                                                                       |
| 10 września 2007 | 1.2          |                                                                                       |
| 14 stycznia 2009 | 1.3          | wprowadzono Sizzle Selector Engine do silnika                                         |
| 14 stycznia 2010 | 1.4          |                                                                                       |
| 31 stycznia 2011 | 1.5          |                                                                                       |
| 3 maja 2011      | 1.6          | znacznie poprawiona wydajność funkcji attr() i val()                                  |
| 3 listopada 2011 | 1.7          | nowe zdarzenia API:.on(),.off()                                                       |
| 9 sierpnia 2012  | 1.8          |                                                                                       |
| 15 stycznia 2013 | 1.9          |                                                                                       |
| 24 maja 2013     | 1.10         |                                                                                       |
| 24 stycznia 2014 | 1.11         |                                                                                       |
| 8 stycznia 2016  | 1.12         |                                                                                       |
| 18 kwietnia 2013 | 2.0          | porzucono obsługę przestarzałych przeglądarek Internet Explorer 6-8                   |
| 24 stycznia 2014 | 2.1          |                                                                                       |
| 8 stycznia 2016  | 2.2          |                                                                                       |
| 9 czerwca 2016   | 3.0          |                                                                                       |
| 7 lipca 2016     | 3.1          |                                                                                       |
| 16 marca 2017    | 3.2          |                                                                                       |
| 20 stycznia 2018 | 3.3.1        |                                                                                       |
| 10 kwietnia 2019 | 3.4.0        | funkcja css() działa ze zmiennymi CSS oraz wiele poprawek w funkcjonowaniu biblioteki |
| 1 maja 2019      | 3.4.1        | Drobne poprawki błędów znalezionych w już udostępnionej wersji 3.4.0                  |
| 28 sierpnia 2023 | 3.7.1        |                                                                                       |